# Cevenas

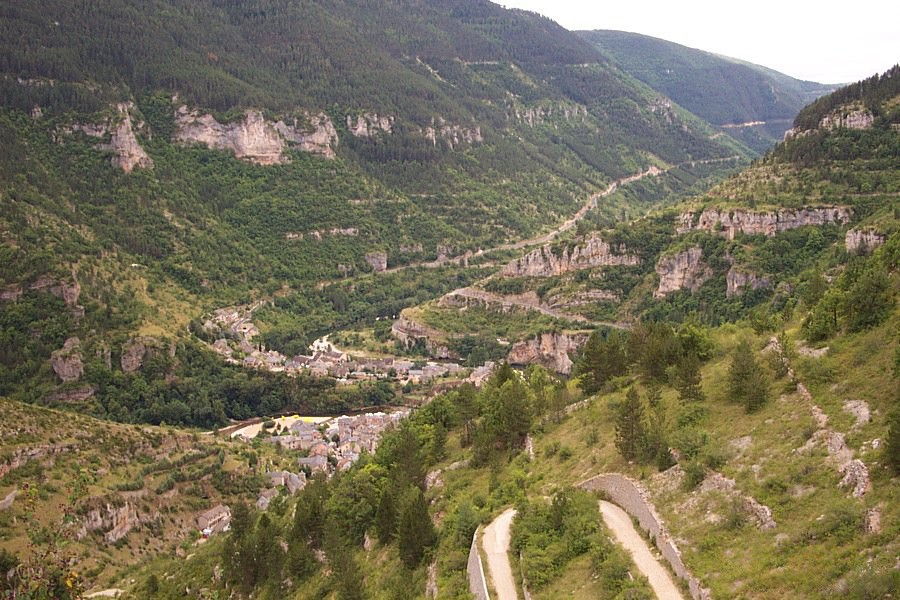

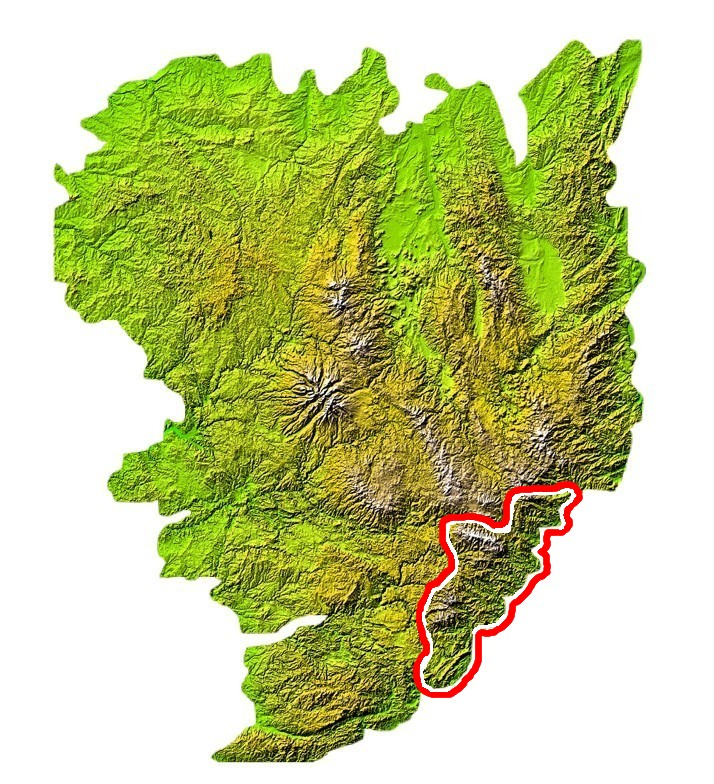
Localidação das Cevenas no Maciço Central

Cevenas (em francês:  Cévennes, em occitano:  Cevenas ou Cevena) são uma cadeia de montanhas localizada no centro-sul da França, cobrindo parte dos departamentos de Gard, Lozère, Ardèche e Haute-Loire. 
A região abriga o Parque Nacional das Cevenas (em francês, Parc National de Cévennes), criada em 1970, com 85.000 ha, e o Parc Naturel Régional des Monts d'Ardèche.
Dois cânions estão próximos à região: o Gorges de la Jonte (gorge do rio Jonte) e o Gorges du Tarn (gorge do rio Tarn).
A palavra Cévennes vem do gaulês "cebenna", latinizado por Júlio César como «Cevenna». 
A densidade demográfica é de 14 hab/km².
As Cevenas fazem parte do Maciço Central, ela vai de sudoeste (Montanha Noire) a nordeste (Monts du Vivarais), com o ponto mais alto no Monte Lozère com 1.702 metros de altura. Outro pico notável é o Monte Aigoual com 1.567 m. 
A região é conhecida pela sua grande comunidade de protestantes, ou Huguenotes. Durante o reinado de Luís XIV, a maioria da população Huguenote abandonou a França, em função da revogação do Édito de Nantes em 1685, mas a comunidade das Cevenas quase toda permaneceu, protegida das perseguições em função do terreno montanhoso. Em 1702, esta população, conhecida como Camisard, se levantou contra a monarquia. Os dois lados chegaram a um acordo de paz em 1715.